# 釣りバカ日誌20 ファイナル
『釣りバカ日誌20 ファイナル』（つりバカにっしにじゅう ファイナル）は、2009年公開の日本映画。

## 概要
『釣りバカ日誌シリーズ』第22作（レギュラーシリーズ第20作）であり、シリーズ最終作である。
佐々木和男 役の谷啓は本作公開後の2010年に事故により急逝したため、これが遺作となった。

## あらすじ
相次ぐリストラ・倒産といった先行き不透明な景気低迷の社会情勢。その不況の波は鈴木建設にも押し寄せようとしていた。その鈴木建設を一代で育て上げた会長のスーさんこと鈴木一之助は、自社の業績が回復するまでの間、自らの報酬（給料）を無期限で全額返還すると宣言し、重役たちを驚愕させる。その噂は社内外に広まり、やがて普段は仕事に対して執着心がないハマちゃんこと浜崎伝助の耳にも入り、これにはさすがの伝助も絶句してしまう。そこで妻・みち子や親友・八郎の後押しもあり、伝助も一之助のためにひと肌脱ごうと、釣り仲間の人脈を活かして、鈴木建設過去最大とも言える大型受注に成功する。
やがて、その功績を称えられ「会長賞」を受賞した伝助。ご褒美として一之助行きつけの料亭に招待された伝助は、そこで働く美人女将・葉子を紹介される。会社の業績不振に加え、自宅では実娘らによって自身の遺産相続を巡る争いに頭を悩ませている一之助にとって、葉子とその娘・裕美は実の子、孫のような存在であった。
「会長賞」の一環として特別有給休暇を得た伝助は、一之助と共に裕美が獣医として働く北海道へ釣り旅行に出掛ける。だが、旅先で裕美の男性問題に混乱する葉子から相談を持ちかけられた2人。そこで伝助は両家の仲介に入り、何とか葉子に裕美たちの結婚を承諾させる。そして翌日、一之助は葉子を伴って彼女の父の墓参りに行く。葉子の父は一之助の親友であり、一之助が北海道へやって来たもう一つの目的でもあった。亡き親友の墓前に手を合わせる一之助は、今までの人生・これからのことなど、様々な思いを馳せるのであった。

## キャスト
浜崎家
- 浜崎伝助（鈴木建設営業三課） - 西田敏行
- 浜崎みち子（妻） - 浅田美代子
- 浜崎鯉太郎（息子） - 持丸加賀

鈴木家
- 鈴木一之助（鈴木建設代表取締役会長） - 三國連太郎
- 鈴木久江（妻） - 奈良岡朋子
- 鈴木紀子（長女） - 高畑淳子
- 鈴木恵（次女） - かとうかず子

メインゲスト
- 沢村葉子（料亭「沢むら」の女将） - 松坂慶子
- 沢村裕美（葉子の娘・獣医） - 吹石一恵
- 久保俊介（裕美の恋人・久保牧場の跡取り息子） - 塚本高史

鈴木建設
- 堀田（代表取締役社長） - 鶴田忍
- 秋山（専務取締役） - 加藤武
- 滝川（専務取締役） -  児玉謙次
- 原口（取締役・営業本部長） - 小野武彦
- 草森（秘書課課長） - 中村梅雀
- 佐々木和男（営業本部次長） - 谷啓
- 舟木範夫（営業三課課長） - 益岡徹
- 前原（運転手） - 笹野高史

その他
- 太田八郎（ハマちゃんの隣人） - 中本賢
- 久保克臣（俊介の父） - 平田満
- 久保弘恵（俊介の母） - 角替和枝
- 原（旧今村繊維総務部長→イマムラ・トレーディングス常務取締役） - 岸部一徳
- 岩田益男（旅館「藤や」の主人） - 六平直政
- 死に装束の男（三途の川の亡者） - 海原はるか

## スタッフ
- 監督 - 朝原雄三
- プロデューサー - 瀬島光雄、深澤宏
- 原作 - やまさき十三（作）、北見けんいち（画）（小学館「ビッグコミックオリジナル」連載）
- 脚本 - 山田洋次、朝原雄三
- 撮影 - 近森眞史
- 美術 - 須江大輔
- 編集 - 石島一秀
- 音楽 - 信田かずお
- 照明 - 土山正人
- 録音 - 鈴木肇
- 助監督 - 石川勝己

## ロケ地
- 西田は「スーさんとモンゴルを旅して、幻の魚イトウを釣りたい」と希望していたが、三國が大の飛行機嫌いであり、健康面で「異国のロケでは、もしもの事態に対応が難しい」ということで、作り手側がここでないとと北海道釧路地方を選んだ[2]。
- ロケは北海道の中標津町、厚岸町などで行われた。

## 地上波放送履歴
| 回数  | テレビ局   | 番組名             | 放送日                 |
| ----- | ---------- | ------------------ | ---------------------- |
| 初回  | TBS        | -                  | 2011年1月9日           |
| 2回目 | TBS        | 水曜プレミアシネマ | 2012年8月8日           |
| 3回目 | TBS        | 月曜ゴールデン     | 2013年12月2日          |
| 4回目 | 日本テレビ | -                  | 2024年11月4日(3日深夜) |